# Niezwykłe miejsca
Niezwykłe miejsca – album Marka Grechuty wydany w 2003 roku na płycie CD i kasecie magnetofonowej.

## Utwory
1. Widok z balkonu – Lanckorona
2. Jakby wypłynął nagle – Opera w Sydney
3. Góry me wysokie – Zakopane
4. Jest jak kwiat – Paryż
5. Gdzieś na mapy skraju – Zamość
6. Stara historia – Ateny
7. Jak perła między wzgórzami – Kazimierz Dolny nad Wisłą
8. Wokół zaczarowany świat – Wenecja
9. Moje miasto – Kraków
10. Jak wielkie jabłko – Nowy Jork

BONUS:
1. Prom na Wiśle pod Tyńcem
2. Sozopol
3. Kraków

## Wersja rozszerzona z 2001 roku
W antologii Świecie nasz oryginalna płyta została wzbogacona o 8 dodatkowych utworów.
1. Odkąd Jesteś
2. Głos
3. Żyli Długo I Szczęśliwie
4. Wiosna Ach To Ty
5. Ciernisty Deszczyk
6. Jarmark Świata
7. Tajemniczy Uśmiech
8. Niepewność